# Potkraljevstvo
Potkraljevstvo (engl. viceroyalty) bilo je entitet na čijem je čelu bio potkralj. Taj se entitet može datirati u vrijeme španjolske kolonizacije Amerika u 16. stoljeću.

## Primjeri nekih potkraljevstava

### Francuska
- Potkraljevstvo Nove Francuske

### Portugalsko Carstvo
U okviru Portugalskog Carstva, pojam Potkraljevstvo Brazila također se povremeno koristi za označavanje kolonijalne države Brazil, u povijesnom razdoblju dok su njezini guverneri imali titulu vicekraljeva. Neki od guvernera portugalske Indije nazivani su i vicekralj.
Godine 1714. Brazil je postao potkraljevstvo sa sjedištem u gradu Bahiji (do 1763. godine), a zatim u Rio de Janeiru.
- Potkraljevstvo Brazila

### Španjolsko Carstvo
Potkraljevstvo (španj. virreinato) bila je lokalna, politička, društvena i upravna institucija koju je stvorila španjolska monarhija u šesnaestom stoljeću i to radi upravljanja svojim prekomorskim teritorijima.
Upravu nad golemim teritorijima Španjolskog Carstva obavljali su potkraljevi koji su postajali guverneri područja koje se smatralo ne kolonijom, već pokrajinom Carstva. Imali su ista prava kao i bilo koja druga pokrajina u matičnoj zemlji, na Pirinejskom poluotoku.
U španjolskim Amerikama postojala su četiri potkraljevstva:
- Potkraljevstvo Nove Španjolske
- Potkraljevstvo Perua
- Potkraljevstvo Río de la Plate
- Potkraljevstvo Nove Granade

### Britansko Carstvo
- Britanskom Indijom upravljao je generalni guverner i vicekralj. To je obično bilo skraćeno u pojam Potkralj Indije.